# Frans Verbeeck (schilder)

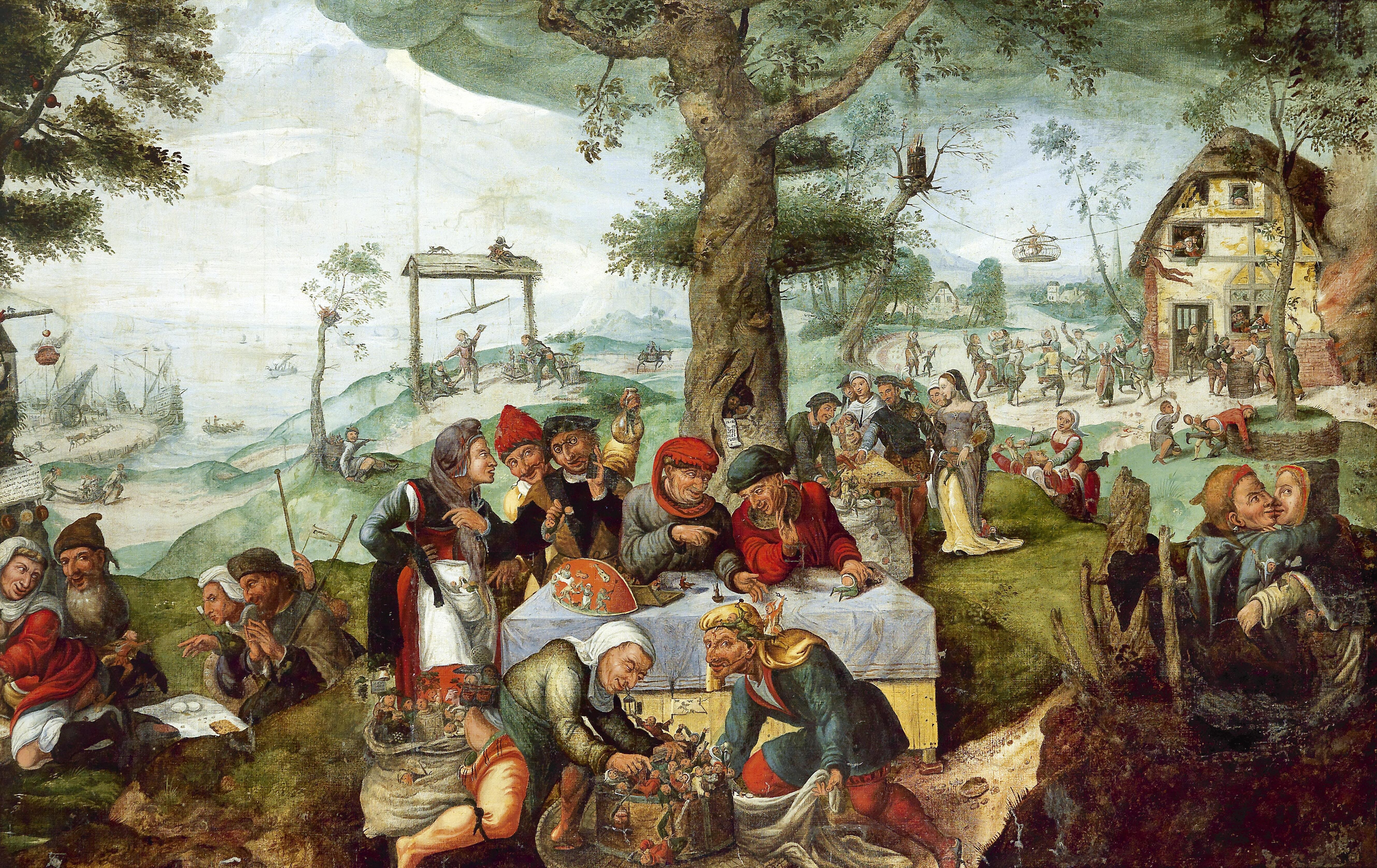
Toegeschreven aan Frans Verbeeck. Hekeling van de dwaasheden van de mens. Wenen, Dorotheum (16 oktober 2007).

Frans Verbeeck, ook gespeld als Verbeek, Verbeec of Verbeke († Mechelen, ca. 1510-1570), was een Zuid-Nederlands schilder en tekenaar.

## Leven
Frans Verbeeck stamt uit een Mechels schildersgeslacht. Hij was samen met zijn broer Jan Verbeeck actief te Mechelen in het midden van de zestiende eeuw. Volgens Karel van Mander was hij een leerling van de Mechelse schilder Frans Minnebroer. In 1531 werd Frans Verbeeck als meester ingeschreven in het Mechelse schildersgilde. In 1563, 1564 en 1565 wordt Verbeeck vermeld als deken van dit gilde.

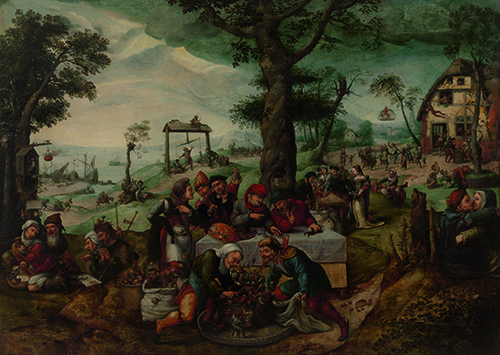
Frans Verbeeck, De narrenhandel, 1550, uit de collectie van The Phoebus Foundation

In tegenstelling tot Jan Verbeeck zijn er van Frans Verbeeck geen gesigneerde werken bekend.

## Werk
Het schildersgeslacht Verbeeck (Jan en Frans Verbeeck de oude en hun zonen Jan en Frans Verbeeck de jonge) is vooral bekend om satirische en moralistische genrestukken. Hierbij zochten zij inspiratie bij Jheronimus Bosch en de teksten en kluchten van de rederijkers.
Het aan Frans Verbeeck toegeschreven werk Hekeling van de dwaasheden van de mens werd op 21 oktober 2014 bij het Oostenrijkse veilinghuis Dorotheum verkocht voor € 3 035 000.
- Biografisch Portaal: 74541637
- Digitale Bibliotheek voor de Nederlandse Letteren: verr021
- RKD-Nederlands Instituut voor Kunstgeschiedenis: 80031
- Union List of Artist Names: 500004206
- Virtual International Authority File: 95706322